# Maurice Thorez
Maurice Thorez (Noyelles-Godault, 28 aprile 1900 – Mar Nero, 11 luglio 1964) è stato un politico francese. Figura carismatica all'interno del Partito Comunista Francese, fu segretario del PCF dal 1930 sino alla morte.

## Biografia
Nato in una famiglia operaia, Thorez divenne minatore a soli dodici anni, mentre nel 1919 entrò nel Partito Socialista Francese. Iscritto fin da giovanissimo alla Sezione Francese dell'Internazionale Operaia (SFIO), passò poi, dopo il congresso di Tours del 1920, al Partito Comunista, nel quale militò con impegno occupando posizioni di rilievo: nel 1923 fu nominato vicesegretario mentre dal 1930 al 1964 ricoprì la carica di segretario generale del partito.
Dal 1932 al 1939 fu deputato e dopo il 1936 divenne il capogruppo dei comunisti alla Camera dei deputati. Nel 1934, Maurice Thorez lancia un appello per la formazione di un Fronte popolare dei partiti di sinistra contro il fascismo. All'inizio della seconda guerra mondiale fu arruolato, ma ben presto disertò per passare alla lotta clandestina. Accusato e condannato per diserzione nel 1939, trascorse gli anni della Seconda guerra mondiale in Unione Sovietica; quando tornò in Francia, il presidente Charles de Gaulle gli concesse l'amnistia e Thorez fu nuovamente eletto deputato.
Nel 1946 divenne vice primo ministro nel governo guidato da Félix Gouin prima e Georges Bidault dopo, mentre l'anno successivo Paul Ramadier gli riconfermò tale incarico. Tuttavia la sua avversione al Piano Marshall e all'alleanza con gli Stati Uniti d'America convinse Ramadier ad esonerarlo dal suo ruolo. Il seggio alla Camera gli fu riconfermato più volte (l'ultimo incarico da deputato risale al 1962), mentre negli ultimi anni Thorez, stanco e malato, favorì l'ascesa politica di Georges Marchais. Maurice Thorez scrisse due libri: Fils du peuple nel 1937 e Une politique de grandeur française nel 1945. Morì nel 1964 durante una crociera sul Mar Nero.